# Dienis Karasiow
Dienis Karasiow, ros. Денис Анатольевич Карасев (ur. 1 sierpnia 1963 w Sillamäe, Estońska SRR, zm. 12 stycznia 2021 w Moskwie) – radziecki i rosyjski aktor teatralny i filmowy.
Zmarł z powodu niewydolności serca.